# 안라쿠 겐타
안라쿠 겐타(일본어: 安楽 健太, 1992년 10월 23일 ~ )는 일본의 전 축구 선수이다.

## 구단 경력
그는 2016년부터 2018년까지 J리그의 그루자 모리오카에서 활동하였다.